# Enamorada (álbum de Lucía Méndez)
Enamorada es el título del séptimo álbum de estudio grabado por la cantante y actriz mexicana Lucía Méndez, Fue lanzado al mercado bajo la compañía discográfica RCA Records en 1983. 
Los sencillos extraídos de su álbum son: Enamorada, Amor volcánico, Mi amor, amor, Margarita y Corazón de fresa.

## Lista de canciones
1. Mi amor, amor
2. Márchate de aquí
3. Margarita (Margherita non lo sa)
4. Amor a dos
5. Parte de mí
6. Enamorada
7. Amor volcánico
8. Cobarde (Lástima)
9. Corazón de fresa (Cieli azurri)
10. Súper miedo (Superleo)

## Videoclips
- Enamorada
- Amor volcánico
- Margarita
- Parte de mí
- Márchate de aquí
- Cobarde
- Corazón de fresa
- Amor a dos

- Datos: Q5375207